# HD 4293
HD 4293，又名CD-43 207，SAO 215221、HR 198，是一颗恒星，视星等为5.94，位于銀經307.36，銀緯-74.4，其B1900.0坐标为赤經0h 40m 13.4s，赤緯-43° -74.4′ 16″。